# Roriz (Santo Tirso)
Roriz is een plaats (freguesia) in de Portugese gemeente Santo Tirso en telt 3724 inwoners (2001).